# Rendez-vous avec le déshonneur
Pour plus de détails, voir Fiche technique et Distribution.
Rendez-vous avec le déshonneur (Appuntamento col disonore) est un film dramatique de guerre ouest-germano-yougoslavo-italien réalisé par Adriano Bolzoni et sorti en 1970.
Il s'agit d'une adaptation d'un roman de William Gage.

## Synopsis
En 1956, pendant l'Insurrection de Chypre, une nation insulaire divisée entre Grecs et Turcs, un officier britannique en mission de maintien de la paix tente d'empêcher une guérilla grecque d'aggraver la situation.

## Fiche technique
- Titre français : Rendez-vous avec le déshonneur ou La Nuit des assassins[1]
- Titre original italien : Appuntamento col disonore[2]
- Titre allemand : Spezialkommando Wildgänse
- Réalisateur : Adriano Bolzoni
- Scénario : Adriano Bolzoni, Günther Heller, Borislav Mihajlovic-Mihiz d'après le roman de William Gage
- Photographie : Guglielmo Garroni
- Montage : Franca Silvi
- Musique : Gianni Ferrio
- Décors : Aleksandar Milovic
- Costumes : Italia Scandariato
- Maquillage : Franco Schioppa
- Production : Alfredo Nicolai, Luigi Malerba, Karl Spiehs, Dragisa-Gile Djuric
- Sociétés de production : Roberto Cinematografica (Rome), Avala Film (Belgrade), Lisa Film (Munich)
- Pays de production :  Italie -  Yougoslavie -  Allemagne de l'Ouest
- Langue originale : italien
- Format : Couleur - Son mono - 35 mm
- Durée : 100 minutes
- Genre : Drame de guerre
- Dates de sortie :
  - Italie : 6 août 1970
  - France : 16 juin 1971
  - Allemagne de l'Ouest : 1986 (vidéo)

## Distribution
- Michael Craig : Colonel Stephen Mallory
- Eva Renzi : Helena
- Adolfo Celi : Hermès
- Klaus Kinski : Evagoras
- George Sanders : Général Downes
- Margaret Lee Nikki
- Ennio Balbo : chef de la police
- Giacomo Rossi Stuart : Lieutenant Tibbitt
- Giuseppe Addobbati : Pappyanakis
- Mario Novelli : Yani
- Luciano Pigozzi : Anton
- Alessandro Momo : Alexandros
- Rista Djordjevic : prêtre
- John Stacy : Colonel Webb
- Silvia Faver : Molly
- Rachael Griffiths : Sylvia